# PXR5
| 전문가 평가                       | 전문가 평가 |
| 평가 점수                         | 평가 점수   |
| 출처                              | 점수        |
| --------------------------------- | ----------- |
| Allmusic                          | [ 1 ]       |
| The Encyclopedia of Popular Music | [ 2 ]       |

《PXR5》는 1979년 6월 15일에 발매된 영국의 스페이스 록 밴드 호크윈드의 아홉 번째 스튜디오 음반이다. 영국 음반 차트에서 59위를 차지했다.
스티븐 윌슨의 새로운 리믹스와 서라운드 믹스 음반은 2023년 아토멘지 레코드에서 《Days Of The Underground》 박스 세트의 일부로 발매되었다.

## 배경
올뮤직은 호크윈드가 PXR5에서 "뉴 웨이브의 에너지를 이해하고 스스로를 흡수할 수 있도록 허용했다"며 PXR5를 "《Astounding Sounds, Amazing Music》과 함께 밴드가 발매한 부서지기 쉬운 팝적인 음반 시퀀스의 마지막"이라고 언급했다.
이 음반은 1978년 1월과 2월에 록필드 스튜디오에서 녹음 및 믹싱되었다. 〈Uncle Sam's on Mars〉, 〈Robot〉, 〈High Rise〉는 원래 이전 영국 투어에서 녹음되었지만 스튜디오, 특히 로버트 캘버트의 더블 트랙 보컬에서 부분적으로 오버더빙되었다. 〈Infinity〉와 〈Life Form〉은 원래 데이브 브록이 작업 중이던 솔로 음반의 일부였다.
음반이 녹음되고 믹싱된 후, 밴드는 3월 미국 투어 중 사이먼 하우스가 데이비드 보위의 밴드에 합류하기 위해 떠났고 로버트 캘버트가 주요 우울 장애를 겪으면서 해체되었다. 밴드가 일시적으로 활동을 중단하고 프로모션 투어가 진행되지 않아 음반 발매는 보류되었다.

## 커버 아트
커버 아트에는 위험한 방식으로 연결된 영국식 BS 1363 메인 플러그가 등장했다. 음반이 발매된 직후 플러그의 일러스트는 이미지를 가리는 스티커로 가려졌다.

## 곡 목록
| #  | 제목                    | 작사·작곡                        | 재생 시간 |
| -- | ----------------------- | -------------------------------- | --------- |
| 1. | 〈Death Trap〉          | 로버트 캘버트, 데이브 브록       | 3:51      |
| 2. | 〈Jack of Shadows〉     | 캘버트, 사이먼 하우스, 에이드 쇼 | 3:28      |
| 3. | 〈Uncle Sam's on Mars〉 | 캘버트, 브록, 하우스, 사이먼 킹  | 5:44      |
| 4. | 〈Infinity〉            | 캘버트, 브록                     | 4:17      |
| 5. | 〈Life Form〉           | 브록                             | 1:44      |

| #  | 제목          | 작사·작곡      | 재생 시간 |
| -- | ------------- | -------------- | --------- |
| 6. | 〈Robot〉     | 캘버트, 브록   | 8:14      |
| 7. | 〈High Rise〉 | 캘버트, 하우스 | 4:36      |
| 8. | 〈PXR5〉      | 브록           | 5:39      |